# Metaseiulus juniperoides
Metaseiulus juniperoides är en spindeldjursart som först beskrevs av De Leon 1962.  Metaseiulus juniperoides ingår i släktet Metaseiulus och familjen Phytoseiidae. Inga underarter finns listade i Catalogue of Life.